# Parafia św. Anny w Naknek
Parafia św. Anny – parafia prawosławna w Naknek. Jedna z 15 parafii tworzących dekanat Dillingham diecezji Alaski Kościoła Prawosławnego w Ameryce. Powstała w 1996.